# Jamesy Boy
Pour plus de détails, voir Fiche technique et Distribution.
Jamesy Boy est un film biographique et dramatique criminel américain réalisé par Trevor White et écrit par White et Lane Shadgett. 
Le film met en scène Spencer Lofranco, Mary-Louise Parker, Taissa Farmiga, Ving Rhames et James Woods. Il retrace la véritable histoire de l'ex-détenu James Burns. Le film est sorti en Amérique du Nord le 3 janvier 2014 en vidéo à la demande et en sortie limitée le 17 janvier 2014 par Phase 4 Films.

## Synopsis
James Burns est interné en prison pour vente d'armes à feu, possession de drogue et possession illégale d'une arme à feu. Quelques années plus tôt, lorsqu'il a 14 ans, sa mère Tracy tente de l'inscrire à l'école mais il est n'est pas accepté en raison de son passé violent en centre de détention pour mineurs. Un soir, alors qu'il partait chercher du lait dans une supérette, il fait la rencontre de Crystal et Manny en train de voler et se lie d'amitié avec eux. Ils parlent à James de Roc, un trafiquant de drogue pour lequel ils font des petits boulots et lui offrent une chance de participer. Le lendemain, après une soirée arrosée avec Crystal et Manny et une amie à eux, la mère de James découvre qu'il a consommé de l'alcool sous son toit et lui rappelle qu'ils sont proches de son appel, mais après une dispute entre eux, il décide de fuguer et coupe son bracelet électronique.
James se rend ensuite chez Roc pour lui demander du boulot et gagner de l'argent. Il va également téléphoner à sa mère depuis une cabine téléphonique pour lui annoncer qu'il ne reviendra plus à la maison, et de dire à sa sœur, harcelée à l'école par ses camarades et professeurs, de tenir bon. Roc propose d'abord à James d'être son chauffeur de fuite. Après avoir fait ses preuves et déjoué une prise d'otage lors d'un cambriolage ayant mal tourné, il lui offre une chance de travailler pour lui à plein temps et lui donne des missions en autonomie. James va très vite gravir les échelons et se faire une réputation en gagnant le respect de Roc et de ses associés tout en commençant une relation avec Crystal. Plus tard, James et Crystal se baladent dans une supérette quand James essaie d'acheter des cigarettes et de l'alcool mais la caissière, Sarah, lui dit de les prendre gratuitement car elle ne veut pas de problèmes et qu'elle sait qu'il vend de la drogue. Manny et James vont dans un club de strip-tease et Manny désigne un homme qui doit de l'argent à Roc, qui n'est tout autre que le gérant. Débordant dans son bureau, James le vise avec son pistolet et fait feu à côté de lui pour tenter de l'intimider mais des voyous font irruption et les tabassent. Après s'être réveillé sur le parking, James casse la vitre d'une voiture et trouve un sac d'armes. Roc, tenu au courant de la situation, accueille froidement James et le menace d'une arme tout en lui ordonnant de régler la situation avec Eddy, un autre membre du gang.
Pendant ce temps, James quitte Crystal après une dispute avec elle à propos de ses derniers débordements et en découvrant qu'elle avait une liaison avec Roc et se dirige vers la supérette où travaille Sarah, qui doit tenir la boutique tard le soir malgré les dangers car son père est alcoolique. Il se lie d'amitié et commence une relation avec elle. Il essaie ensuite de quitter le gang de Roc, mais Roc, provoquant James dans son égo, le convainc à réaliser une dernière mission pour lui. James et Eddy partent à la rencontre des acheteurs potentiels des armes précédemment volées, mais elle finit sur une embuscade. Après une fusillade avec les présumés acheteurs, la police débarque ce qui contrait James et Eddy à s'enfuir. James s'échappe chez Sarah et lui dit de faire ses valises pour qu'ils puissent quitter la ville ensemble, comme ils se l'étaient promis précédemment, mais Sarah a visiblement oublié cette promesse et ne voulant pas abandonner sa famille, refuse de partir avec James, le laissant seul face à ses crimes. Retournant discrètement chez Roc et Crystal, James les découvre en train de se faire arrêter par la police, localisés à cause de la plaque d'immatriculation du véhicule utilisé par James et Eddy sur les lieux du crime.
Au pénitencier, James se fait un nouvel ennemi, Guillermo, chef d'un gang de prison latino. Lui et ses membres harcèlent Chris Cesario, un nouveau détenu à l'apparence faible, peu habitué à la violence (il a été incarcéré pour 3 ans pour vol de voiture). Il prend régulièrement des nouvelles de sa mère et sa petite-amie qui lui rendent visite. James, ne supportant pas de voir Chris se faire harceler, provoque Guillermo mais avant que la bagarre n'éclate les gardes neutralisent Guillermo d'un coup de fusil à balles de caoutchouc. Le lieutenant Falton, provoquant James, ne le croit guère dans sa tentative de défendre Chris. Plus tard, le gang de Guillermo tente de poignarder James sous les douches mais pendant le combat, Chris est gravement blessé à sa place. Noël approchant, James reçoit la visite de sa mère au parloir en lui disant qu'elle lui manque. James fait des cauchemars à la suite de l'incident et se met à la poésie pour détourner ses pensées de la prison. Les amis de prison de James lui font savoir que Guillermo a accusé James de l'avoir tenté de le poignarder dans les douches. James se rapproche ensuite de Conrad, un détenu âgé et craint condamné à vie pour avoir tué 7 personnes dont 2 dans la prison. Ils se lient d'amitié et se font part de leur passion pour les poèmes et les voyages, Conrad motivant James à continuer d'écrire pour canaliser ses pulsions. Inquiet pour Chris, James se rend chez le lieutenant Falton pour demander que Chris soit emmené hors de la cour jusqu'à son audience, mais Falton refuse catégoriquement, défendant le fait qu'il préfère protéger ses hommes en priorité et lui rappelant qu'il a refusé de fournir une liste des noms des personnes qui s'en sont prit à Chris, craignant des représailles. Le lendemain, Guillermo tente de commencer un combat tout en le menaçant de représailles s'il a parlé de lui ou de ses soldats, mais James ne cède pas à ses provocations. Quelques semaines plus tard, Chris, après avoir appris que sa copine l'a quitté et que sa peine a été reconduite à 6 ans et couverts de coups sûrement causés par Guillermo et son gang, se pend dans le couloir à l'aide d'un drap face à tous les autres détenus et gardes malgré les tentatives de James de l'en dissuader. Par colère, James se rue sur Guillermo et l'assène de coups de poings et pieds au visage avant d'être retenu par un garde. Plus tard, James se dispute avec un autre détenu dans la cour après une partie mouvementée de jeu de paume, mais son camarade Conrad l'attrape par la gorge pour le forcer à se tenir pour son audience et de convaincre la commission de le libérer.
Lors de son audition, James admet ses regrets pour la mort de Chris et ses décisions passées et réussi à convaincre la commission grâce à un monologue poétique; il est ensuite libéré de prison et obtient un emploi de concierge. Un soir, une vieille connaissance passe et lui propose du travail illégal, mais il refuse, voulant mener une nouvelle vie paisible. En arrivant à l'ancienne supérette de Sarah, il découvre qu'elle a été fermée définitivement. Il va chez Sarah, mais croise son père lui disant qu'elle n'habite plus à la maison et lui donne son adresse. Il la retrouve dans une nouvelle maison qu'elle partage avec son fiancé éboueur. Les deux parlent de leur vie et James lui fait part de sa volonté de changer de ville et de commencer une nouvelle vie à New York s'il en avait les moyens. À la demande de Sarah, il récite une partie de sa poésie pour elle et les images défilent sur la vie de James, de son arrestation à sa rédemption.

## Fiche technique
- Réalisation : Trevor White
- Scénario : Trevor White et Lane Shadgett
- Montage : Josh Noyes
- Musique : Jermaine Stegall
- Production : Scott Mednick, Wayne L. Rogers, Maria Norman, Steven P. Saeta, Galen Walker, Tim White
- Coproducteurs : James Burns
- Sociétés de production : Star Thrower Entertainment, Synergics  Films, Gama Entertainment Partners
- Sociétés de distribution : Phase 4 Films, XLrator Media
- Budget : 4 millions de dollars
- Pays d'origine : États-Unis
- Langue originale : anglais
- Format : couleur
- Genre : Biopic, drame, romance et historique
- Durée : 109 minutes
- Dates de sorties :
  - Vidéo à la demande: 3 janvier 2014
  - Sortie limitée: 17 janvier 2014

## Distribution
- Spencer Lofranco (VF : Michel Barrio) : James Burns
- Mary-Louise Parker : Tracy Burns
- Taissa Farmiga : Sarah
- Ving Rhames (VF : Stephane Cornicard) : Conrad
- James Woods (VF : Eric Bonicatto) : Lt. Mark Falton
- Rosa Salazar : Crystal
- Michael Trotter (VF : Michaël Cermeno) : Roc
- Ben Rosenfield : Chris Cesario
- Jaime Luis « Taboo » Gomez : Guillermo
- Keon Clayton : Drew
- Kellyn Rogers : Holly Burns
- Robert F. Chew : Gérant du club

## Production

### Genèse et développement
Le film a marqué les débuts de réalisateur de Trevor White, qui a co-écrit le scénario avec Lane Shadgett. L'histoire est basée sur le parcours réel de James Burns, jeune délinquant ayant fini en prison et qui a radicalement changé de vie après avoir été libéré. Maria Norman, Wayne Rogers, Scott Mendick, Steven P. Saeta, Galen Walker et Tim White ont produit le film avec Star Thrower Entertainment, Synergics Films et Gama Entertainment Partners. Le vrai James Burns a également agi en tant que coproducteur pour le film.

### Distribution
En février 2012, il a été rapporté que James Woods, Ving Rhames et Mary-Louise Parker avaient rejoint le casting du film et que Spencer Lofranco assumerait le rôle principal de James Burns. En mars 2012, Taissa Farmiga a rejoint le casting dans le rôle de Sarah, l'amoureuse de James. Fin mars 2012, Taboo a été rapporté dans le rôle secondaire de Guillermo alors que le film était en déjà en production.

### Tournage
Le tournage du film a eu lieu principalement à Baltimore, Maryland, avec un budget estimé à 5 millions de dollars. Le tournage a débuté le 5 mars 2012 et a duré environ cinq semaines. Fin mars, le tournage a eu lieu à Jessup, Maryland. Le tournage a également eu lieu dans le quartier Baltimore de Curtis Bay, à la Maryland House of Correction et à Brooklyn. La production s'est terminée le 4 avril 2012[réf. nécessaire].

## Sortie
En mai 2013, il a été annoncé que Phase 4 Films avait acquis les droits de distribution nord-américains du film. Le film est sorti sur toutes les plateformes de vidéo à la demande le 3 janvier 2014 avant une sortie limitée le 17 janvier 2014. Jamesy Boy est sorti sur Blu-ray aux États-Unis le 11 mars 2014 et sur DVD le 18 mars 2014.

## Accueil
Le film a reçu des critiques généralement négatives de la part des critiques de cinéma. Le site Web Rotten Tomatoes a rapporté un taux d'approbation de 26 %, sur la base de 19 avis, avec une moyenne de 5,05 / 10. Sur Metacritic, le film a obtenu une note de 29 sur 100, basé sur 6 critiques, indiquant « des critiques généralement défavorables ».
Martin Tsai du Los Angeles Times a écrit : « Le noyau de Jamesy Boy - un jeune délinquant qui arrive à l'âge adulte - suit une trajectoire trop familière : en raison du mélange toxique de famille brisée et d'amis corrompus, James Burns (Spencer Lofranco) a déjà gagné un bracelet électronique à la cheville et une feuille de rap impressionnante vantant le vol, le vandalisme, les agressions et la possession d'armes à feu ». David Hiltbrand de The Philadelphia Inquirer a attribué au film 2,5 étoiles sur 4, en écrivant : « Pour un film indépendant, Jamesy Boy a une distribution distinguée, comprenant Ving Rhames, Mary-Louise Parker et James Woods. Mais c'est un inconnu, Spencer Lofranco, qui fait cette chronique graveleuse, basée sur une histoire vraie, si mémorable... Pour un film de rue aussi sérieux, Jamesy Boy a des moments étonnamment émotionnels. Mais la fin rédemptrice, bien que mince, est vraiment gratifiante ».
Dans le critique du The Hollywood Reporter, John DeFore a écrit : « Une histoire vraie d'un jeune escroc qui a changé sa vie, Jamesy Boy de Trevor White veut vraiment être une source d'inspiration. Mais rien que la première fois du réalisateur - ne pas lancer de grands noms en petites parties, ne pas brouiller la chronologie, ne pas lancer un nouveau venu (Spencer Lofranco) dont la coiffe en arrière rappelle James Dean (même si rien d'autre à son sujet ne le fait) - ne peut continuer l'histoire de se sentir comme un bercé d'une vingtaine d'autres films de la seconde chance. Les perspectives commerciales sont sombres malgré la distribution digne de marque ».